# Stereoskopbillede
Stereoskopbilleder. Stereoskopi (eller 3D billede) er en teknik til at skabe en illusion af dybde i et billede ved hjælp af et stereoskop. Ordet stereoskopi stammer fra græsk stereós (fast, hård, massiv, legemlig, kubisk) og skopeîn (betragte, tidligst anvendt i engelsk, stereoscope.
Stereoskopfotografiets to billeder er taget af et kamera med to linser, hvis afstand svarer til menneskets øjne. Hvis man ser på billedet gennem den særlige betragter - et stereoskop - optræder motivet derfor tredimensionelt.
Mange hjem havde sådan en betragter, og stereoskopbillederne var et populært medie for oplysning og underholdning. De gav publikum mulighed for at se livagtige gengivelser af begivenheder og steder, hvor de ikke selv havde været. Seværdigheder, underholdning, fremmede lande, portrætter, pornografi, naturkatastrofer, krigsdokumentarisme og billeder til undervisningsbrug udgjorde et vidtfavnende spektrum af de motiver, som blev produceret og solgt på betingelser, der er paralleller til vore dages medieproduktion.

## Oprindelse
I 1854 påbegyndte London Stereoscopic Company fremstilling af stereokopibetragtere. 3 år senere havde de solgt 1/2 million eksemplarer, og det på et tidspunkt hvor London havde 2 millioner indbyggere. I tiden 1860 til 1890 var der alene i Nordamerika og Canada ca. 12.000 virksomheder, der beskæftigede sig med udgivelse af stereoskopbilleder. De største fremstillede op til 10 millioner årligt. Verden var i sandhed grebet af en stereomani, en fascination af disse "troldkasser", hvormed virkeligheden 3-dimensionalt blev bragt ind i stuerne. Kun meget få produkter, som søm, brød og tryksager, blev i sidste halvdel af 1800-tallet fremstillet i større antal end stereoskopbilleder. 
For 100 år siden var alle bekendt med stereoskoper og stereoskopbilleder, men i dag er fænomenet næsten forsvundet fra vor historiske erindring.

## Stereoskopbilledet i Danmark
I Danmark var 2. slesvigske krig i 1864 det første tidspunkt, hvor fotografiet for alvor vandt frem som massemedie. Krigen blev dækket af fotografer fra både dansk og tysk side. En stor del af de billeder, fotograferne tog i 1864, var beregnet til salg som stereoskopbilleder. Fotograferne optog billeder med de dengang meget populære stereokameraer med to linser. Når dobbeltbillederne blev set gennem et stereoskop, smeltede de sammen til ét rumligt, tredimensionalt billede, og betragteren kunne føle sig midt i motivet 
Salget af stereoskopbilleder var en stor forretning. Fotograf Jens Petersen, København (1829-1905) udgav billeder i eget navn fra 1864. Han er især kendt for meget smukke stereoskopbilleder fra Thorvaldsens Museum. J.C.F. Wilhelm Schrøder (1828-86) fotograferede begivenhederne i 1864 for fotograf Georg E. Hansen (1833-91), som udgav dem i eget navn. Georg E. Hansen blev i øvrigt udnævnt til kongelig hoffotograf i 1864 og tog stereoskopbilleder af bl.a. kongefamilien. . Senere kongelig hoffotograf Peter Elfelt optog også stereoskopbilleder. Han forøgede sin samling ved at få folk, som skulle ud at rejse, til at optage billeder med apparater, som han lånte dem. Han sikrede sig rettighederne til billederne. Sådanne stereoskopbilleder blev ofte solgt i kæmpemæssige oplag. Han supplerede sin store samling ved i 1901 at erhverve Georg E. Hansens samling , som han udgav uden at kreditere fotografen. I alt opbyggede Peter Elfelt en samling af stereoskopbilleder på 8.000. 

## S3D
S3D er en forkortelse for 'stereoskopisk 3D'. Betegnelsen S3D  bruges om tredimensionelle film eller billeder, der har dybdevirkning, når de ses med to øjne. Tidligere brugte man kun forkortelserne "3D" eller "3-D". Forkortelsen "S3D" er introduceret for at skelne mellem Stereoskopisk 3D og 3-D-computergrafik.

## Eksterne links
- Wikimedia Commons har flere filer relateret til Stereoskopbillede
- Det Kongelige Biblioteks online-katalog REX : Oversigt over et par hundrede af Det Kongelige Biblioteks mange stereoskopbilleder
- Troels Halgreen: "Filmens tredje revolution bliver tredimensionel", Information, 6.2.2009